# ФК Херој 1925
ФК Херој 1925 је аматерски фудбалски клуб из Јајинаца. Такмичи се у Првој београдској лиги. Своје утакмице игра на стадиону ФК Херој, односно „у долини врба“, како га још називају. 2014. године освојио је прво место у Међуопштинској лиги и самим тим пласирао се у Прву београдску лигу. 2014. године је отворио и школу фудбала ФК Херој 1925, као и обезбедио директне преносе свих мечева које игра на свом стадиону.